# Lackner Kristóf
Lackner Kristóf   (Sopron, 1571. november 19. – Sopron, 1631. december 29.) polgármester, városbíró, jogtudós, ötvös, író.

## Életpályája
Lackner Ádám vagyonos aranyműves és Schiffer Borbála fia. A család a bajor Pfalzból származott és már a 16. században Sopronban telepedett le. Anyját nyolcéves korában elvesztette; apja nem sokkal ezután az akkori híres csepregi iskolába küldte fiát a magyar nyelv megtanulása végett. Lacknert itt a jó hírű Gabelmann Miklós tanár vette pártfogásába, akit Grazba áthelyezésekor oda is követett. Fiatalon kitanulta az ötvösséget is. Grazból Saurau báró a tehetséges fiút 1590-ben meghívta fiához tanítónak, majd 1591-ben mindkettejüket Paduába küldte az egyetemre. Lackner itt jogi tanulmányokkal foglalkozott, és 1592-ben már megküldte a városi tanácsnak vitairati tételeit. Négy évi tanulás után jogi doktori oklevelet nyert. Ez volt az első eset, hogy a római katolikus paduai egyetemen protestánst, a vallási eskü elengedésével, doktorrá avattak.
Lackner beutazta egész Itáliát és 1597-ben tért vissza szülővárosába, ahol 1600-ban beválasztották a belső tanácsba. II. Rudolf 1600. március 21-én nemesi címet adományozott Lacknernek. 1603-ban és 1608-1610-ben városbíróvá választották. 1613-ban lett először polgármester; ezt a hivatalt 1619-ig megszakítás nélkül hatszor nyerte el. 1621–1625 között ismét ő töltötte be a polgármesteri tisztséget, majd 1629–1631 között is, mikor már betegeskedett, de a közakarat újra kényszerítette ezen hivatal viselésére. Így 32 évi pályafutása alatt 11 évig volt polgármester, hatig városbíró és 15-ig tanácsos. Ezenkívül többször volt a város országgyűlési követe és csaknem folytonosan tagja azon küldöttségnek, amelyet a város a prágai királyi udvarhoz küldött.
Bocskai István és Bethlen Gábor idejében neki kellett gondoskodnia a városnak a védelméről, a támadásoktól és zsarolásoktól való megmentéséről. Érdemei elismeréseül II. Ferdinándtól pedig főkapitányi és palotagrófi (titulo et privilegiis comitis palatini) címet nyert. A latinul író, német anyanyelvű, de magyarul is jól tudó polgármester szoros kapcsolatban állt a magyar főnemesekkel. Olajfestésű arcképét a városi tanácsteremben helyezték el.

## Hagyatéka
Halála után, minthogy gyermekei nem voltak, tetemes vagyonának általános örökösévé Sopron városát tette. Végrendeletében vagyonát három egyenlő részre osztotta:
1. A török fogságban lévő soproniak kiszabadítására, ilyenek nem lévén a szegény lányok kiházasítására.
2. A soproni ifjak külföldi taníttatására.
3. Az ispotályban lévő betegek gondozására.

Ezüst készletét a királyra hagyta.

## Művei
A legtöbb művét arisztokrata jóakaróinak (Thurzó György, Náprágyi Demeter stb.) dedikálta.
Munkáiban (Coronae Hungariae emblematica descriptio, Lavingae, 1615; Maiestatis Hungariae Aquila, Keresztúr, 1617) az Illésházyék támogatásával trónra került II. Mátyás magyar király biztosítékokkal megkötött kormányzatát tekintette példának. Több latin nyelvű iskoladrámát is írt, ezeket a soproni diákság előadta.
- Florilegus Aegyptiacus in agro Semproniensi, 1-2.; tan. Kovács József László; fakszimile szöveggond. Kőszeghy Péter; hasonmás kiad.; MTA Irodalomtudományi Intézet–Akadémiai, Bp., 1988 (Bibliotheca Hungarica antiqua)
- Lackner Kristóf beszéde Sopron város dícséretéről, 1612; sajtó alá rend. Grüll Tibor; Scriptum, Szeged, 1991 (A Lymbus füzetei)
- Electio Trigoniana Delegatorum Nunciorum orationibus clara; tan. Kovács József László; hasonmás kiad.; Hillebrand Ny., Sopron, 2004
- Lackner Kristófnak, mindkét jog doktorának rövid önéletrajza; szöveggond., ford., jegyz., tan. Tóth Gergely; Soproni Levéltár, Sopron, 2008 (Sopron város történeti forrásai. C sorozat)

## Emlékezete
Sopronban az autóbusz-pályaudvarnak is helyet adót utca az ő nevét viseli.